# Troy Donahue
Troy Donahue (27. ledna 1936, New York, New York, USA – 2. září 2001, Santa Monica, Kalifornie) byl americký herec. 
Studoval žurnalistiku na Columbia University. Poté se přestěhoval do Hollywoodu, kde se začal věnovat filmové kariéře. Začal ve filmu Monster on the Campus (1958) a později hrál například ve filmech A Distant Trumpet (1964), Kmotr II (1974) nebo Doktorka odjinud (1989). V roce 1964 byla krátce jeho manželkou herečka Suzanne Pleshette. Zemřel na infarkt ve svých pětašedesáti letech.